# 앤절라 배싯
앤절라 에벌린 배싯(Angela Evelyn Bassette, 1958년 8월 16일 ~ )은 미국의 배우이다. 2023년 현재까지 골든 글로브상을 두 번 수상하고, 아카데미상에 두 번, 프라임타임 에미상에 여덟 번 후보에 올랐다. 2023년 타임지에서 세계에서 가장 영향력 있는 100인 중 하나로 선정했다. 같은 해 제95회 아카데미 시상식에서 아카데미 공로상을 받았다.
아프리카계 미국인 문화권에 속하는 실존 인물들을 묘사하기로 유명한데, 《더 잭슨스: 아메리칸 드림》(1992)의 캐서린 잭슨 역, 《말콤 X》(1992)와 《팬서》(1995)의 맬컴 엑스 부인 베티 셔바즈 역, 《어제 오늘 그리고 내일》(1993)의 티나 터너 역, 《더 로자 파크스 스토리》(2002)의 로자 파크스 역, 《노토리어스》(2009)의 볼레타 월리스 역 등이 이에 해당된다.
《블랙 팬서》(2018), 《어벤져스: 엔드게임》(2019), 《블랙 팬서: 와칸다 포에버》(2022)에 라몬다 여왕 역으로 출연했다.

## 어린 시절
뉴욕의 할렘에서 태어났으며 부모가 이혼한 후 플로리다주 세인트피터즈버그로 이주해 여동생 디넷과 함께 사회사업가 겸 공무원인 어머니 밑에서 자랐다.
연예계에 흥미를 갖게 되면서 앤절라와 디넷은 시를 읽거나 팝 음악을 부르는 등 종종 가족들 앞에서 공연하는 시간을 가졌다. 보카 시에가 고등학교에서 앤절라 배싯은 치어리더이자 토론 팀, 학생 자치회, 연극부, 합창단 일원이었다.
예일 대학교에 입학하여 1980년 아프리카계 미국인 연구학에서 문학사를 받았다. 1983년에는 예일 드라마 대학원에서 예술 석사 학위를 취득하였다. 거기에서 후에 남편이 되는 코트니 B. 밴스를 만났다. 졸업 후 배싯은 미용실 접수원, 그리고 사진의 상업적 사용 허가를 얻어내는 일을 하는 사진조사원(photo researcher)으로 일하였다.
배싯은 곧 뉴욕 극장에서 연기 일을 찾아냈다. 배싯의 초기 뉴욕 공연들 중 하나는 1985년 세컨드 스테이지 극장에서 상연된 J. E. 프랭클린의 《블랙 걸》(Black Girl)이다. 배싯은 자신을 장기간 지도한 교사 로이드 리처즈의 지휘 아래 예일 레퍼토리 극장에서 오거스트 윌슨의 연극 두 편-《마 레이니의 블랙 보텀》(1984)과 《조 터너 다녀가다》(1986, Joe Turner's Come and Gone)-에 출연했다. 2006년 윌슨의 대표작 《울타리》(Fences)에서 다시 일할 기회를 얻어 캘리포니아주의 패서디나 플레이하우스에서 오랜 협력자 로런스 피시번과 함께 출연하였다.

## 영화와 텔레비전 경력

### 초기
1985년 배싯은 텔레비전 영화 《더블테이크》에 매춘부로 나오면서 첫 텔레비전 출연을 하였다. 이듬해 《에프 엑스》에서 뉴스 기자로 나오면서 정식 영화 데뷔를 하였다. 로스앤젤레스로 옮겨가 《보이즈 앤 후드》(1991)와 《말콤 X》(1992)에 출연하면서 인정을 받았다. 《말콤 X》의 베티 셔바즈 역으로 NAACP 이미지상을 수상하였다.

### 1990년대
1992년 미니시리즈 《더 잭슨스: 아메리칸 드림》에서 캐서린 잭슨 역을 맡고, 당해 후반 오디션에서 《어제 오늘 그리고 내일》(1993)의 티나 터너 역을 따냈다. 배싯은 티나 터너 역 연기로 1994년 제66회 아카데미상 여우주연상 후보에 올랐으며, 제51회 골든 글로브상에서 아프리카계 미국인 최초로 골든 글로브 뮤지컬·코미디 부문 여우주연상을 수상했다.

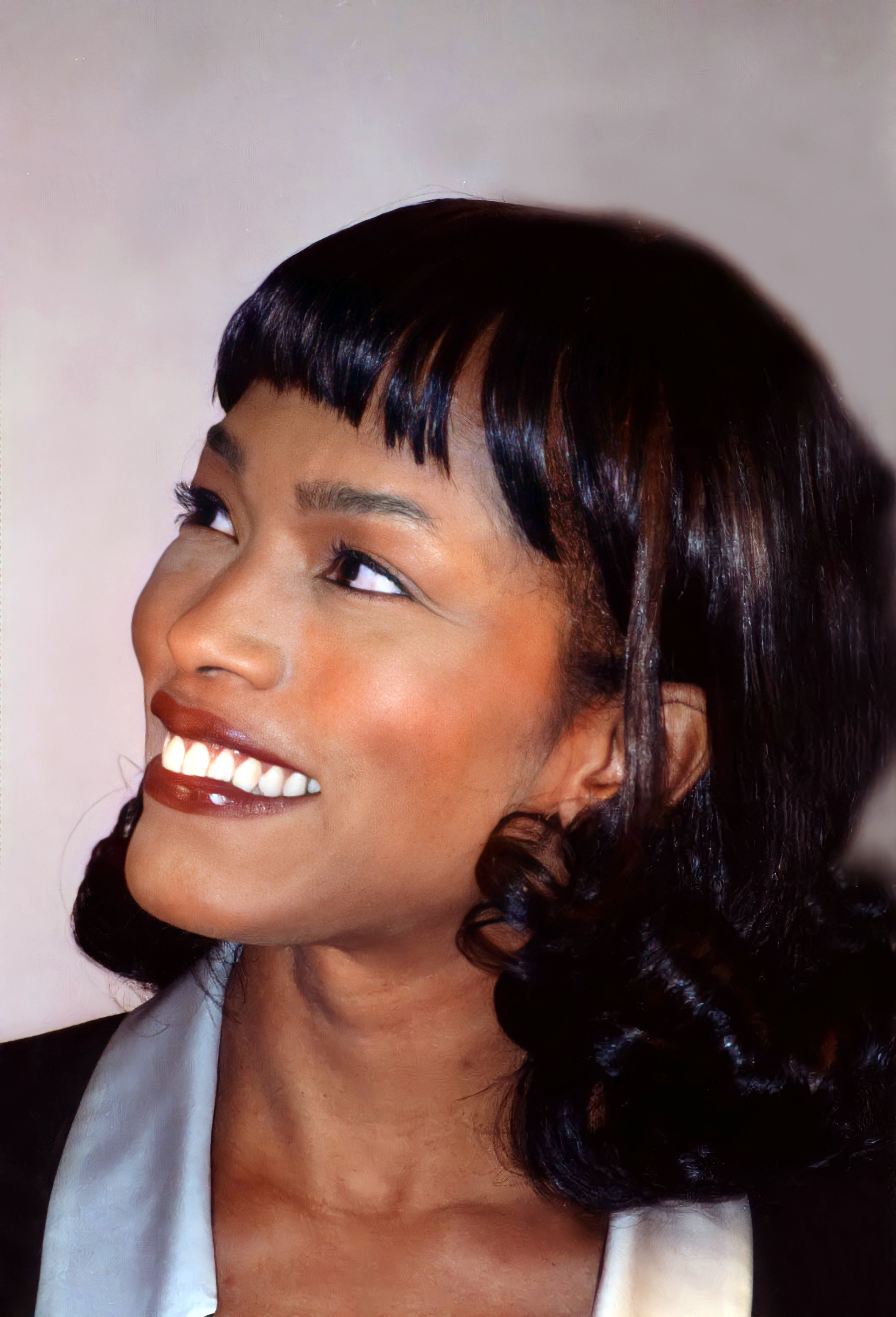
1996년 모습

1995년에 배싯은 3편의 영화 《브룩클린의 뱀파이어》, 《스트레인지 데이즈》, 《사랑을 기다리며》에 출연하였다. 《스트레인지 데이즈》에서는 운전사이자 경호원 로넷 "메이스" 메이슨 역, 《브룩클린의 뱀파이어》에서 어두운 출생의 비밀을 감추고 있는 경찰관 리타 베더 역, 《사랑을 기다리며》에서는 남편에게 배신 당하자 남편의 자동차와 옷에 불을 질러 복수한 뒤 남은 물건들을 1 달러에 파는 버너딘 해리스 역을 맡았다.
1998년 《레게 파티》에서 20세 자메이카 남성에게 반한 40세 미국인 투자 분석가 스텔라 역을 맡았다. 이듬해 배싯은 드라마 영화 《뮤직 오브 하트》에 출연하였다.

### 2000년대
2000년 배싯은 《몬스터 볼》의 레티샤 역이 흑인 여성에 대한 고정관념을 따른다고 생각해 거절했는데, 핼리 베리가 그 역을 맡아 아카데미 여우주연상을 수상했다.
2003년 HBO 다큐멘터리 영화 《언체인드 메모리스》에서 노예들 실제 사연을 낭독했다. 1930년대 경제대공황 시기에 공공사업진흥국에서 연방 작가 프로젝트를 수행하여 약 10만 명에 달하는 전 노예들 중 2,300명을 대상으로 인터뷰를 진행한 뒤 보존해온 기록물을 토대로 한 작품이었다.
2008년부터 2009년까지 드라마 《ER》의 마지막 시즌에 출연하여 엄격한 병원장 캐서린 밴필드 의사 역을 맡아 아들의 죽음으로부터 회복하기 위하여 다른 아이를 가족으로 데려오는 과정을 묘사했다.

### 2010년대
2010년 배싯은 《심슨 가족》의 "Stealing First Base"(1루 훔치기) 편에서 영부인 미셸 오바마의 목소리를 묘사했다. 2011년 슈퍼히어로 영화 《그린 랜턴: 반지의 선택》에서 DC 코믹스 주요 인물들 중 하나인 어맨다 월러 역을 맡았다.
2011년 배싯은 국립 민권 박물관(National Civil Rights Museum)에 올라간 연극 《더 마운틴톱》(The Mountaintop)에서 새뮤얼 L. 잭슨과 공동 주연을 맡았다. 마틴 루서 킹의 암살 사건 전날 밤을 가상 극화한 내용을 담은 이 작품은 2009년 런던 웨스트 엔드에서 처음 공개되었으며 로렌스 올리비에상 신작연극상을 수상했을 정도로 평론가들로부터 인정 받은 희곡이었다. 
배싯은 2013년 2월 2일에 방영된 TV 영화 《베티 앤 코레타》에서 코레타 스콧 킹을 연기하며 실존 여성 인물을 묘사하는 경향성을 이어갔다. 배싯은 예전에 《말콤 X》(1992)와 《팬서》(1995)에서 베티 셔바즈를 연기했지만, 이번엔 메리 J. 블라이지가 셔바즈 역을 맡고 배싯은 코레타 스콧 킹을 묘사하게 되었다. 실존 여성 인물 연기에 끌리는 이유가 뭐냐는 질문에 배싯은 "그들의 삶, 즉 그들의 사연, 취약성, 용기, 결단력에 대한 존경심" 때문이라고 대답했다. 이 영화는 베티 셔바즈의 딸 일리아사 셔바즈(Ilyasah Shabazz)와 코레타 스콧 킹의 딸 버니스 킹으로부터 부정적인 반응을 얻었으며, 전반적으로 엇갈린 평가를 받았다.
배싯은 2013년 3월 22일 개봉한 액션 스릴러 영화 《백악관 최후의 날》에 비밀경호국장 린 제이컵스 역으로 출연했다. 허프포스트와의 인터뷰에서 배싯은 "여성, 특히 유색인종 여성이 비밀경호국 수장에 오른 사례는 단 한 번도 없었다"는 점을 언급했다. 배싯은 여성 아프리카계 미국인을 비밀경호국장 역으로 기용한 영화 제작진의 결정을 "대담한 배역 선정"이라고 일컬었다.
2013년, 배싯은 FX 드라마 《아메리칸 호러 스토리: 마녀 집회》에 부두 마녀 마리 러보 역으로 출연해 프라임타임 에미상 미니시리즈·영화 부문 여우조연상 후보에 올랐다. 배싯은 네 번째 시즌인 《아메리칸 호러 스토리: 프릭 쇼》로 돌아와 가슴이 세 개인 여성 데지레이 두프리 역을 맡았으며, 다시 한 번 동일 부문의 후보로 지명되었다.

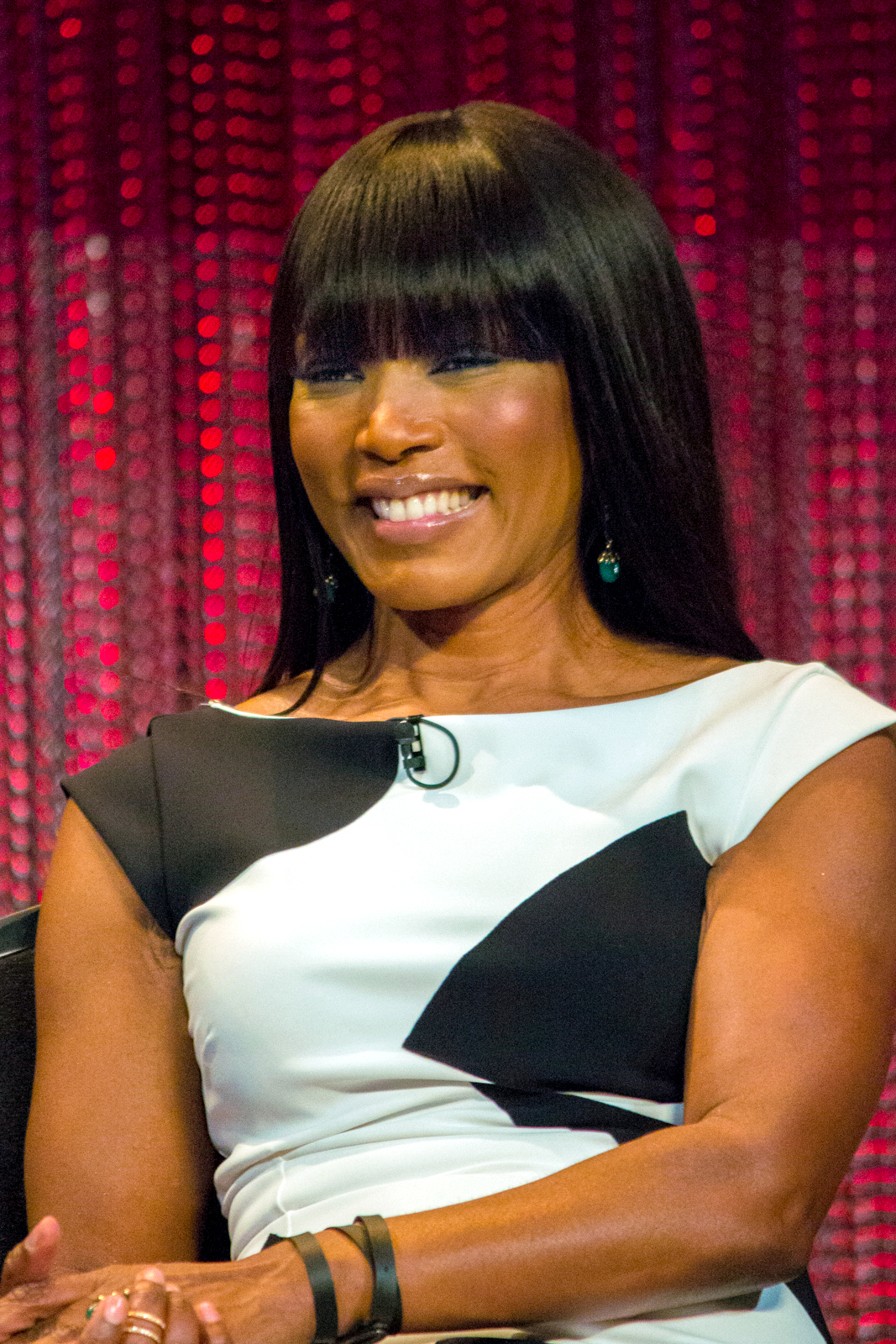
2014년 모습

2014년 5월, 배싯이 휘트니 휴스턴의 삶을 바탕에 둔 TV 영화 《휘트니》로 감독 데뷔를 할 예정이라는 발표가 나왔다. 배싯과 휴스턴은 《사랑을 기다리며》(1995)에서 함께 작업했던 사이였다. 2014년 6월 초, 야야 다코스타가 휴스턴 역을 맡을 것이라고 발표되었다. 휴스턴의 딸 보비 크리스티나 브라운은 자신을 어머니 역에 기용하지 않은 점을 두고 트위터에서 배싯을 비난했으며, 배싯은 인터뷰에서 브라운의 발탁을 고려해본 적이 없음을 시인했다.
2016년 3월, 배싯은 《런던 해즈 폴른》에 출연하여 한 번 더 린 제이컵스 역을 맡았다. 해당 영화는 배싯이 해본 "최초의 속편"이었다. 여섯 번째 시즌 《아메리칸 호러 스토리: 로어노크》에 출연한 배싯은 2016년 10월 19일에 방영된 여섯 번째 화를 연출했다.
2017년 3월, 배싯은 역사 드라마 《언더그라운드》의 "Ache" 편에 출연했다. 총괄 제작자이자 감독인 앤서니 헤밍웨이는 배싯이 맡은 배역은 처음부터 배싯을 염두에 두고 쓴 인물이었다고 말했다. 2017년 5월 배싯은 코미디 드라마 《마스터 오브 제로》에 출연해 주인공 데니즈의 어머니 캐서린을 연기했다.
2018년 1월, 배싯은 폭스의 응급구조 소재 드라마 《9-1-1》에 합류했으며, 총괄 제작도 맡았다. 배싯은 어시나 그랜트 경사 역으로 출연하며, 2022년 시즌 5 도중에 스핀오프 드라마인 《9-1-1: 론 스타》에도 한 차례 등장했다.
2018년 2월, 배싯은 호평을 받은 마블 시네마틱 유니버스 슈퍼히어로 영화 《블랙 팬서》에서 블랙 팬서의 어머니 라몬다 여왕 역으로 출연했다. 배싯은 다음 해 《어벤져스: 엔드게임》에서 재차 같은 역할을 맡았다. 2018년 7월, 배싯은 액션 스파이 영화 《미션 임파서블: 폴아웃》에서 CIA 국장 에리카 슬론을 연기했다. 2018년 12월, 배싯은 트랜스포머 실사 영화 《범블비》에서 디셉티콘 악당 섀터의 목소리를 맡았다. 2019년에는 《건파우더 밀크셰이크》에 출연했다.

### 2020년대
배싯은 2020년 12월 25일 디즈니+에서 공개된 픽사 애니메이션 영화 《소울》에서 도러시아 윌리엄스의 목소리를 연기했다. 2022년 11월, 배싯은 《블랙 팬서: 와칸다 포에버》에서 다시 한 번 라몬다 여왕 역을 맡았다. 이 속편에서 펼친 연기로 제80회 골든 글로브 시상식에서 여우조연상을 수상하면서 배싯은 마블 코믹스 기반 영화를 통해 주요 개인 연기상을 수상한 최초의 배우가 되었으며, 제28회 크리틱스 초이스 영화상도 수상했다. 배싯은 또한 2023년 제95회 아카데미상의 동일 부문 후보에도 지명되었는데, 이로써 모든 연기 부문을 통틀어 최초로 아카데미상 후보에 오른 마블 스튜디오 영화 출연자가 되었다.
2024년 3월 8일 공개된 넷플릭스 영화 《댐즐》에 밀리 보비 브라운과 함께 출연하였다.

## 출연 작품

### 영화
| 연도 | 제목                         | 원제                                           | 배역                            | 비고           |
| ---- | ---------------------------- | ---------------------------------------------- | ------------------------------- | -------------- |
| 1985 | 더블테이크                   | Doubletake                                     | 포샤                            | 텔레비전 영화  |
| 1986 | 에프 엑스                    | F/X                                            | 기자                            |                |
| 1990 | 유치원에 간 사나이           | Kindergarten Cop                               | 승무원                          |                |
| 1991 | 보이즈 앤 후드               | Boyz n the Hood                                | 리바 데버루                     |                |
| 1991 | 꿈꾸는 도시                  | City of Hope                                   | 리샤                            |                |
| 1992 | 크리터스 4                   | Critters 4                                     | 프랜                            |                |
| 1992 | 미녀 드라큐라                | Innocent Blood                                 | 연방 검사 바버라 싱클레어       |                |
| 1992 | 말콤 X                       | Malcolm X                                      | 베티 셔바즈                     |                |
| 1992 | 패션 피쉬                    | Passion Fish                                   | 돈 / 론다                       |                |
| 1993 | 어제 오늘 그리고 내일        | What's Love Got to Do with It                  | 애나 메이 불럭 / 티나 터너      |                |
| 1995 | 팬서                         | Panther                                        | 베티 셔바즈                     |                |
| 1995 | 스트레인지 데이즈            | Strange Days                                   | 로넷 "메이스" 메이슨            |                |
| 1995 | 브룩클린의 뱀파이어          | Vampire in Brooklyn                            | 형사 리타 베더                  |                |
| 1995 | 사랑을 기다리며              | Waiting to Exhale                              | 버너딘 "버니" 해리스            |                |
| 1997 | 콘택트                       | Contact                                        | 레이철 콘스턴틴                 |                |
| 1998 | 레게 파티                    | How Stella Got Her Groove Back                 | 스텔라 페인                     |                |
| 1999 | 우리 친구 마틴               | Our Friend, Martin                             | 딜리아 우드먼 (마일스의 어머니) | 애니메이션     |
| 1999 | 뮤직 오브 하트               | Music of the Heart                             | 재닛 윌리엄스 교장              |                |
| 2000 | 수퍼노바                     | Supernova                                      | 의사 케일라 에버스              |                |
| 2000 | 위스퍼스: 언 엘리펀츠 테일   | Whispers: An Elephant's Tale                   | 그루브                          | 목소리 출연    |
| 2000 | 보스만과 리나                | Boesman and Lena                               | 리나                            |                |
| 2001 | 스코어                       | The Score                                      | 다이앤                          |                |
| 2002 | 선샤인 스테이트              | Sunshine State                                 | 데지레이 스토크스 페리          |                |
| 2002 | 더 로자 파크스 스토리        | The Rosa Parks Story                           | 로자 파크스                     | 텔레비전 영화  |
| 2003 | 언체인드 메모리스            | Unchained Memories                             | 회고글 낭독                     | 다큐멘터리     |
| 2003 | 가장과 익명                  | Masked and Anonymous                           | 정부 제인 험프리                |                |
| 2004 | 더 래저러스 차일드           | The Lazarus Child                              | 의사 엘리자베스 체이스          |                |
| 2004 | 미스터 3000                  | Mr. 3000                                       | 모린 "모" 시먼스                |                |
| 2005 | 미스터 & 미세스 스미스       | Mr. & Mrs. Smith                               | 애틀랜타 (미스터 스미스의 상사) | 목소리 출연    |
| 2006 | 아키라 앤 더 비              | Akeelah and the Bee                            | 태니아 앤더슨                   |                |
| 2007 | 로빈슨 가족                  | Meet the Robinsons                             | 밀드러드                        | 애니메이션     |
| 2008 | 가스펠 힐                    | Gospel Hill                                    | 세라 맬컴                       |                |
| 2008 | 오브 보이스 앤드 멘          | Of Boys and Men                                | 리타 콜                         |                |
| 2008 | 미트 더 브라운즈             | Meet the Browns                                | 브렌다 브라운                   |                |
| 2008 | 더 트루스: 무언의 제보자     | Nothing But the Truth                          | 보니 벤저민                     |                |
| 2009 | 노토리어스                   | Notorious                                      | 볼레타 월리스                   |                |
| 2011 | 점핑 더 브룸                 | Jumping the Broom                              | 클로딘 왓슨                     |                |
| 2011 | 그린 랜턴: 반지의 선택       | Green Lantern                                  | 어맨다 월러                     |                |
| 2012 | 디스 민즈 워                 | This Means War                                 | 세라 콜린스                     |                |
| 2012 | 아이 에인트 스케어드 오브 유 | I Ain't Scared of You: A Tribute to Bernie Mac | 본인                            | 다큐멘터리     |
| 2013 | 백악관 최후의 날             | Olympus Has Fallen                             | USSS 국장 린 제이컵스           |                |
| 2013 | 블랙 내티비티                | Black Nativity                                 | 어리사 코브스                   |                |
| 2013 | 베티 앤 코레타               | Betty & Coretta                                | 코레타 스콧 킹                  | 텔레비전 영화  |
| 2014 | 버진 스노우                  | White Bird in a Blizzard                       | 의사 세일러                     |                |
| 2015 | 호기심 많은 조지 3           | Curious George 3: Back to the Jungle           | 쿨린다 박사                     | DVD 애니메이션 |
| 2015 | 서바이버                     | Survivor                                       | 모린 크레인 대사                |                |
| 2015 | 샤이랙                       | Chi-Raq                                        | 헬런 워디 양                    |                |
| 2015 | 휘트니                       | Whitney                                        | 빈칸                            | 연출           |
| 2016 | 런던 해즈 폴른               | London Has Fallen                              | USSS 국장 린 제이컵스           |                |
| 2018 | 블랙 팬서                    | Black Panther                                  | 라몬다                          |                |
| 2018 | 미션 임파서블: 폴아웃        | Mission: Impossible – Fallout                  | CIA 국장 에리카 슬론            |                |
| 2018 | 범블비                       | Bumblebee                                      | 섀터                            | 목소리 출연    |
| 2019 | 어벤져스: 엔드게임           | Avengers: Endgame                              | 라몬다                          |                |
| 2019 | 아더후드                     | Otherhood                                      | 캐럴 워커                       |                |
| 2020 | 소울                         | Soul                                           | 도러시아 윌리엄스               | 애니메이션     |
| 2021 | 티나                         | Tina                                           | 본인                            | 다큐멘터리     |
| 2021 | 건파우더 밀크셰이크          | Gunpowder Milkshake                            | 애나 메이                       |                |
| 2022 | 블랙 팬서: 와칸다 포에버     | Black Panther: Wakanda Forever                 | 라몬다                          |                |
| 2024 | 내 친구 어둠                 | Orion and the Dark                             | 스위트 드림스                   | 애니메이션     |
| 2024 | 댐즐                         | Damsel                                         | 레이디 베이퍼드                 |                |
| 2025 | 미션 임파서블: 파이널 레코닝 | Mission: Impossible – The Final Reckoning      | 에리카 슬론                     |                |

### 텔레비전
| 연도       | 제목                            | 원제                              | 배역                          | 비고                                                                        |
| ---------- | ------------------------------- | --------------------------------- | ----------------------------- | --------------------------------------------------------------------------- |
| 1985, 1988 | 코스비 가족 만세                | The Cosby Show                    | 미첼 부인 / 세라              | "Mr. Quiet" 편 / "Bookworm" 편                                              |
| 1987       | 가이딩 라이트                   | Guiding Light                     | 앤절라                        | "1.103" 편                                                                  |
| 1989       | 머나먼 정글                     | Tour of Duty                      | 커밀라 패터슨 중위            | "Hard Stripe", "The Volunteer" 편                                           |
| 1989       | 서티섬싱                        | Thirtysomething                   | 케이트 해리턴                 | "Legacy" 편                                                                 |
| 1991       | 초인 플래시                     | The Flash                         | 린다 레이크                   | "Beat the Clock" 편                                                         |
| 1991       | 스탯                            | Stat                              | 의사 윌리 번스                | "Ladyfinger" 편                                                             |
| 1992       | 나이트메어 카페                 | Nightmare Cafe                    | 에벌린                        | "Sanctuary for a Child" 편                                                  |
| 1992       | 더 잭슨스: 아메리칸 드림        | The Jacksons: An American Dream   | 캐서린 잭슨                   | 2회분                                                                       |
| 2003       | 버니 맥 쇼                      | The Bernie Mac Show               | 본인                          | "Laughing Matters" 편                                                       |
| 2005       | 앨리어스                        | Alias                             | CIA 국장 헤이든 체이스        | 4회분                                                                       |
| 2008-09    | ER                              | ER                                | 의사 캐서린 "케이트" 밴필드   | 시즌 15 주연; 16회분                                                        |
| 2010       | 심슨 가족                       | The Simpsons                      | 영부인 미셸 오바마            | 애니메이션; "Stealing First Base" 편                                        |
| 2013-14    | 아메리칸 호러 스토리: 마녀 집회 | American Horror Story: Coven      | 마리 러보                     | 12회분                                                                      |
| 2014-15    | 아메리칸 호러 스토리: 프릭 쇼   | American Horror Story: Freak Show | 데지레이 두프리               | 11회분                                                                      |
| 2015-16    | 아메리칸 호러 스토리: 호텔      | American Horror Story: Hotel      | 러모나 로이앨                 | 7회분                                                                       |
| 2016       | 아메리칸 호러 스토리: 로어노크  | American Horror Story: Roanoke    | 리 해리스 / 모네이 투무시메이 | 9회분; 제6화 연출                                                           |
| 2016       | 클로스 투 디 에너미             | Close to the Enemy                | 이바                          | 7회분                                                                       |
| 2017       | 언더그라운드                    | Underground                       | 후두 약초의                   | "Ache" 편                                                                   |
| 2017, 2021 | 마스터 오브 제로                | Master of None                    | 캐서린                        | 시즌 2 "추수감사절" 편" 시즌 3 "Moments in Love, Chapter 3" 편(목소리 출연) |
| 2018       | 아메리칸 호러 스토리: 종말      | American Horror Story: Apocalypse | 마리 러보                     | "Apocalypse Then" 편                                                        |
| 2018-현재  | 9-1-1                           | 9-1-1                             | 어시나 그랜트                 | 주연                                                                        |
| 2022       | 9-1-1: 론 스타                  | 9-1-1: Lone Star                  | 어시나 그랜트                 | "Prince Albert in a Can" 편                                                 |